# Hartmut Olboeter
Hartmut Olboeter (* 18. Januar 1940 in Berlin) ist ein deutscher Jurist und Generalleutnant a. D. Er war Kommandeur der Führungsakademie der Bundeswehr in Hamburg und des NATO Defense College in Rom.

## Leben

### Studium
Olboeter wurde 1940 in Berlin geboren. Er absolvierte 1958 sein Abitur in Crailsheim und studierte danach bis 1964 Rechtswissenschaften. 1964 legte er das 1. Staatsexamen ab. 1975 wurde er bei Günther Küchenhoff am Fachbereich Rechtswissenschaft an der Julius-Maximilians-Universität Würzburg zum Dr. jur. promoviert.

### Militärischer Werdegang
Ab 1964 wurde er zum Truppenoffizier der Luftwaffe ausgebildet. 1966 wurde er zum Luftwaffenausbildungsregiment 1 nach Wentorf versetzt, zunächst als Zugführer, dann als S1(Stabsabteilung Personal). Von 1968 bis 1971 war er Hörsaalleiter, Kompaniechef und Inspektionschef an der Offizierschule der Luftwaffe in Fürstenfeldbruck. Von 1971 bis 1973 absolvierte er den 16. Generalstabslehrgang (L) an der Führungsakademie der Bundeswehr (FüAkBw) in Hamburg. Von 1973 bis 1975 war er stellvertretender Luftwaffenattaché an der Deutschen Botschaft Rom. Von 1975 bis 1977 war er Referent beim Führungsstab der Luftwaffe (Fü L) in Bonn. 1977 wurde er Adjutant des Generalinspekteurs der Bundeswehr, General Harald Wust. 1979/80 absolvierte er das NATO Defense College in Rom. 1980 wurde er Referent und 1981 Referatsleiter beim Deutschen Militärischen Vertreter im NATO-Militärausschuss in Rom. Von 1984 bis 1986 war er Kommandeur Funktions- und Sonderlehrgänge an der Führungsakademie der Bundeswehr in Hamburg-Blankenese. Von 1986 bis 1989 wirkte er als Referatsleiter im Bundesministerium der Verteidigung (BMVg) in Bonn und 1989/90 als Stabsabteilungsleiter Fü L I im Führungsstab der Luftwaffe (Fü L). Am 1. Dezember 1990 wurde er Kommandeur des Luftwaffenausbildungskommandos (LwAusbKdo) in Köln und vom 1. Juli 1993 bis zum 26. Januar 1996 dann Kommandeur der Führungsakademie der Bundeswehr in Hamburg.
Nachdem Ende 1997 durch das Nachrichtenmagazin Der Spiegel bekannt wurde, dass am 24. Januar 1995 während der Kommandeurszeit Olboeters in den Räumlichkeiten der Hamburger Führungsakademie der Rechtsterrorist und Holocaustleugner Manfred Roeder auf Einladung vor etwa 25–30 Mitgliedern des Akademiestabs zum Thema „Die Übersiedlung der Rußland-Deutschen in den Raum Königsberg“ durch seine Organisation „Deutsch-Russisches Gemeinschaftswerk“ referierte, beantragte Olboeter beim Bundesminister der Verteidigung bis zur Klärung der Frage der Dienstaufsicht die vorläufige Entbindung von seinen Aufgaben. Verteidigungsminister Volker Rühe entsprach diesem Antrag am 8. Dezember 1997 und entband ihn vorläufig von seinen Amtspflichten. Olboeter selbst versicherte glaubhaft, dass er erstmals am 6. Dezember 1997 durch einen Anruf des Zentrums Innere Führung der Bundeswehr von der zweifelhaften Reputation Roeders Kenntnis und damaligen Zweifeln in seinem Akademiestab erhielt. Der auf Anfrage der SPD-Fraktion zusammengerufene Untersuchungsausschuss des Verteidigungsausschusses kam Mitte 1998 diesbezüglich zum selben Ergebnis. Infolgedessen hob Verteidigungsminister Rühe die vorläufige Beurlaubung Olboeters auf.
Von 1996 bis 1999 wechselte er zurück ins Verteidigungsministerium, dieses Mal als Leiter der Abteilung Personal-, Sozial- und Zentralangelegenheiten im Dienstgrad Generalleutnant. Zuletzt war er von 1999 bis 2002 Kommandeur des NATO Defense College in Rom. Am 1. März 2002 wurde er in den Ruhestand versetzt.

### Sonstiges
Von 1993 bis 1995 war er Vizepräsident der Clausewitz-Gesellschaft.

### Familie
Er ist verheiratet und Vater von zwei Kindern.

## Auszeichnungen
- 1988: Bundesverdienstkreuz 1. Klasse